# Pectinaria articulata
Pectinaria articulata är en oleanderväxtart. Pectinaria articulata ingår i släktet Pectinaria och familjen oleanderväxter.

## Underarter
Arten delas in i följande underarter:
- P. a. articulata
- P. a. asperiflora